# Пьер I (граф Савойи)
Пьер I (Пьетро I; итал. Pietro I di Savoia, фр. Pierre Ier de Savoie; 1048 — 9 августа 1078 года) — граф Савойи, Морьена, Аосты и Шабле, маркграф Турина и Сузы с 1060 года из Савойской династии.

## Биография

### Правление
Пьер I был старшим сыном графа Савойи Оттона I и Аделаиды Сузской, дочери маркграфа Турина Манфреда II Удальрико.
После смерти Оттона I в 1060 году власть в Савойе в качестве регента над несовершеннолетним Пьером I приняла его мать Адельгейда. В итальянской борьбе партий гвельфов и гибеллинов она поддерживала гибеллинов. Её влияние на политику графства продолжалось и после объявления Пьера совершеннолетним в 1064 году. Во владения Пьера входили маркграфства с центрами в Турине и Сузе как наследство матери.
Пьер I спорил с епископом Асти за Веццу-д’Альба, конфликт закончился мирно. Также вместе с епископом Турина Кунибертом он участвовал в военных стычках против монахов аббатства Сакра-де-Сан-Микеле.
Возможно, Пьер I погиб насильственной смертью. Савойю и другие владения унаследовал его младший брат, Амадей II, так как наследников мужского пола Пьер не оставил. Сузское маркграфство на время перешло сеньору Лютцельбурга Фридриху из Монбельярского дома, женатому на дочери Пьера Агнес.

### Семья
Жена: Агнес де Пуатье (около 1046/1048 — 1089), дочь герцога Аквитании Гильома VII, предположительно вдова короля Арагона Рамиро I. В этом браке родились две дочери:
- Аликс (около 1066 — после 1110); муж с приблизительно 1079 года — маркграф Салуццо Бонифаций дель Васто (умер после 1127)
- Агнес (ум. после 1099); муж с 1080 года — сеньор Лютцельбурга и маркграф Сузы Фридрих Лютцельбурсгкий (умер 29 июня 1091/1092), сын графа Монбельяра Людовика
- Берта (около 1075 — ранее 1111); муж (предположительно): король Арагона Педро I (1069 — 27 сентября 1104)[3].